# 笛卡爾劇院

体验的客體在觀察者的脑海中展示出来

笛卡爾劇院是哲學家、認知科學家丹尼尔·丹尼特提出的一個嘲諷用語，用來指代他所稱的笛卡尔唯物主义的一個典型特徵，他認為這是笛卡爾二元論在現代唯物主義心智理論中的殘跡，往往未受注意。 

## 綜述
笛卡尔最初声称，意识需要一个非物质的灵魂，通过大脑的松果体与身体相互作用。 丹尼特认为，当二元论被消除後，最初笛卡爾模型所保存下來的部分，就相當於在大脑中有個想像的小剧场，有個矮人 （小人）以現在的身體執行觀察任務，觀察所有在特定時刻投射在屏幕上的感官數據，做出決定並發出命令（参见小小人論證）。 

“笛卡尔剧院”一词由丹尼特所提出，出現在《意识的解释》 （1991）中多重草稿模型的內容： 
笛卡爾式的物質論認為，在大腦某個地方存在著一個關鍵的終點線或邊界，它標出一個位置，在這個位置，信息到達的次序就等於在經驗中“呈現”的次序，因為在這裡所發生的就是你所意識的。也許，今天沒有人明確地贊同笛卡爾的物質論。許多理論家會堅持說，他們早就明確地拒絕了這樣一種顯然比較糟糕的觀點。但我們會看到，笛卡爾劇場頗具說服力的意象總是會回來困擾我們，無論普通人還是科學家都不能倖免—哪怕是在這個劇場的幽靈般的二元論遭到譴責與驅逐之後。——丹尼尔·丹尼特，意識的解釋 [p.107, 最初的重點.]